# 上田堪大
上田 堪大（うえだ かんだい、1988年10月21日 - ）は、日本の俳優。京都府出身。ホリプロ所属。

## 略歴
大学生のとき、芸能界を目指すためモデル事務所に所属。卒業と同時に俳優を目指し上京。
2013年、「霜月の星の下〜果たして龍馬は命日に暗殺されたのか〜」にて初舞台。
2014年、Count Down My Lifeでミュージカル初出演。
2015年9月、音楽劇「金色のコルダ Blue♪Sky First Stage」で初の2.5次元作品に出演。
2016年12月1日より株式会社ホリプロに所属。
2017年2月、「漫劇!!手塚治虫 第四巻 The Fusion of Comics & Theater」にてブラック・ジャック役で初主演、初座長。
2019年6月3日、上田堪大オフィシャルサイト＆ファンクラブを設立。同年7月26日、上田堪大LINE公式アカウント開設
同年7月27日、オリジナルCDをリリースしアーティストデビュー。8月2日、LINE LIVE個人チャンネル開設。
2020年10月21日、誕生日にメジャーデビュー。

## 人物
- 自分を漢字一文字で例えると「直」[10]。
- 好きな食べ物は、白米（ハンバーグやハンバーガー、トンカツなど子供が好きな食べ物に上げるもの全部が好き）。いちご味のお菓子が好きで"＃いちご大好き男子"というハッシュタグを作るほど。2回目のツアーにはいちご狩りが取り入れられている。一番好きないちご味の菓子は、チョコレートスナック菓子のカプリコの頭[11]だが、果物で一番好きなのは生の苺ではなく「梨」。
- 家でゲームをするより、野球などの外遊びのほうが好きなアクティブな子どもであった[12]。
- 俳優の谷佳樹とはワークショップで出会い、以後親友でありライバル。以前から共演することが二人の目標であったが、2015年9月に音楽劇「金色のコルダBlue♪Sky First Stage」にて初共演。また2016年9月には音楽劇「金色のコルダBlue♪Sky Prelude of 至誠館」にて初めて役として舞台上で言葉を交わし、またひとつ夢を叶えたと自身のブログで述べている。
- ファンの呼び名は「ふぁんだい」初ツアーの時に「これからも上田堪大をよろしく」を噛み「これからも上田ふぁんだいを」と発言したことから名付けられた[13]。
- 2023年12月10日に唎酒師の資格を取得[14]。

## 出演

### 舞台
2013年
- 劇団HIROZ「霜月の星の下〜果たして龍馬は命日に暗殺されたのか〜」（1月18日 - 20日） - 井口新助 役
- m piece vol.1「消えない炎」（3月16日 - 17日） - トシユキ 役
- モーションロックオペラ「Life pathfinder 2013 The Fate of…」（7月23日 - 29日）
- GULL COMPANY「その日」（11月20日 - 23日） - 小田耕助 役

2014年
- Glorious Creations×劇団TEAM-ODAC公演「BLACK10」（2月5日 - 9日） - 松浪平次 役
- ミュージカル「Count Down My Life」（6月26日 - 30日） - 青年 役

2015年
- 音楽劇「金色のコルダBlue♪Sky First Stage」（9月4日 - 13日） - 土岐蓬生 役
- 劇団TEAM ODAC「僕らの深夜高速」（再演）（10月7日 - 12日） - 小川輝男 役
- Musical PUB vol.5 〜ミュージカル最新事情〜（11月4日 - 6日）

2016年
- 舞台「ヨビコー!!〜You be cool !〜」（3月2日 - 6日） - 東山洋 役
- あんさんぶるスターズ! オン・ステージ（6月、AiiA 2.5 Theater Tokyo） - 鬼龍紅郎 役
- 劇メシ EPISODE1『キツネたちが円舞る夜』（7月9日 - 14日、gz） - 生田 役
- ダイヤのA The LIVE 3（8月19日 - 9月4日、Zeppブルーシアター六本木） - 真田俊平 役
- 音楽劇「金色のコルダBlue♪Sky Prelude of 至誠館」（9月28日 - 10月2日、THEATRE1010） - 土岐蓬生 役
- 「裁判長!ここは懲役4年でどうすか 2016」（10月19日 - 23日、全労済ホール スペース・ゼロ） - 荻野啓介 役 
- 音楽劇「金色のコルダBlue♪Sky Second Stage」（12月8日 - 18日、全労済ホール スペース・ゼロ） - 土岐蓬生 役

2017年
- あんさんぶるスターズ! オン・ステージ Take your marks!（1月5日 - 15日、AiiA 2.5 Theater Tokyo / 1月25日 - 29日、梅田芸術劇場 シアター・ドラマシティ） - 鬼龍紅郎 役
- 漫劇!! 手塚治虫 第四巻 The Fusion of Comics & Theater（2月15日 - 19日、池袋シアターグリーン） - ブラック・ジャック 役
- ミュージカル「さよならソルシエ」　再演（3月17日 - 20日、THEATRE1010） - ポール・シニャック 役
- イケメン戦国THE STAGE〜真田幸村編〜（4月19日 - 23日、博品館劇場） - 武田信玄 役
- 黒薔薇アリス（5月16日、Zeppブルーシアター六本木） - ゲスト出演
- ALL OUT!! THE STAGE（5月25日 - 6月4日、Zeppブルーシアター六本木） - 堀川謙弥 役
- 劇団TEAM-ODAC第24回本公演『BLACK10・改』（7月12日 - 17日） - 山の井半兵衛 役
- K-MISSING KINGS-（10月19日 - 22日、京都劇場 / 10月26日 - 29日、天王洲 銀河劇場） - 周防尊 役
- あんさんぶるスターズ! オン・ステージ Judge of Knights（9月7日 - 18日、シアター1010 / 9月22日 - 24日、新神戸オリエンタル劇場） - 鬼龍紅郎 役
- ヘルプマン! 〜監査編〜（11月8日 - 12日、俳優座劇場） - 新村薫 役
- ミュージカル「チンチン電車と女学生」（12月2日 - 3日、東京芸術劇場） - 東真太郎 役

2018年
- あんさんぶるスターズ! オン・ステージ To the shining future（1月19日 - 21日、梅田芸術劇場 シアター・ドラマシティ / 1月25日 - 2月5日、シアター1010） - 鬼龍紅郎 役
- ミュージカル「サイト」（3月8日 - 11日、IMAホール） - 七浪生 役
- 音楽朗読劇「ジキル VS ハイド」（3月21日、TOKYO FM HALL） - アタソン 役
- 劇メシ EPISODE7「愛のとりなし」（4月27日） - 生田 役（ゲスト出演）
- 蘭 RAN 〜緒方洪庵 浪華の事件帳〜（5月6日 - 13日、大阪松竹座 / 16日 - 20日、新橋演舞場） - 中耕介 役
- 本の門番〜ぶくぶく食堂物語2〜《玉響なつめ著・ 転生しまして、現在 侍女でございます。編》（7月11日 - 15日、シアター風姿花伝） - アルダール・サウル・フォン・バウム 役
- 忍ノSAGA〜風魔編〜（8月15日 - 19日、CBGKシブゲキ!!） - 唐沢縁 役
- あんステフェスティバル（9月22日 - 24日、横浜文化体育館 / 9月26日 - 27日、神戸ワールド記念ホール） - 鬼龍紅郎 役
- 音楽朗読劇「ヘブンズ・レコード」〜青空篇〜（10月10日 - 12日、有楽町よみうりホール / 10月18日 - 21日、神戸新聞松方ホール） - 島崎 役
- LIVE THEATER『Royal Scandal〜秘恋の歌姫[ディーヴァ]〜』 (11月22日 - 12月2日、品川プリンスホテルクラブeX） - ハーヴィ 役
- RE-INCARNATION　RE-COLLECT（12月20日 - 27日、全労済ホール スペース・ゼロ） - 賈詡 役

2019年
- 神ノ牙-JINGA-転生（2019年1月6日、天王洲 銀河劇場） - ゲスト出演
- MANKAI STAGE『A3!』 - 雪白東 役
  - 〜AUTUMN & WINTER 2019〜（1月31日 - 3月24日、日本青年館ホール 他）
  - 〜SPRING 2019〜（4月25日 - 6月2日、天王洲 銀河劇場 他）

- K-RETURN OF KINGS-（3月1日 - 10日、天王洲 銀河劇場 / 3月15日 - 17日、メルパルクホール） - 周防尊 役(映像出演)
- 『Mission IN B.A.C. THE STAGE』（7月3日・5日、高田馬場ラビネスト）
- 蘭 RAN 〜緒方洪庵 浪華の事件帳〜（8月11日、戸田市文化会館 / 8月17日、新庄市民文化会館 / 18日、前沢ふれあいセンター / 8月24日 - 25日、電力ホール / 8月31日、松戸森のホール21 / 9月1日、立川たましんrisuruホール / 9月5日、神戸国際会館 / 9月7日、天草市牛深総合センター / 9月8日、宝山ホール / 9月14日 - 16日、御園座 / 9月19日、岡山市民会館 / 9月21日 - 23日、大阪松竹座） - 中耕介 役
- 里見八犬伝（10月14日、南総文化ホール / 10月17日 - 21日、なかのZERO / 11月2日 - 3日、梅田芸術劇場 / 11月12日、福岡サンパレス / 11月23 - 24日、名古屋文理大学文化フォーラム / 11月30日 - 12月8日、明治座） - 犬村大角 役
- 福岡ラプソディ（12月24日、北九州芸術劇場） - 井上正人 役

2020年
- MANKAI STAGE『A3!』 - 雪白東 役
  - 〜AUTUMN 2020〜（1月18日 - 3月1日、品川プリンスホテル ステラボール 他）
  - 〜WINTER 2020〜（8月16日 - 22日、天王洲 銀河劇場）
  - 〜Four Seasons LIVE 2020〜（9月17日 - 20日、東京ガーデンシアター）

- 劇メシ『アヒルがウサギをつかまえました』（7月17日 - 19日、PITCH CLUB / 7月24日 - 25日、デリバリー公演） - 生田 役

2021年
- ミュージカル「黒執事」〜寄宿学校の秘密〜 （3月5日 - 21日、天王洲 銀河劇場 / 3月25日 - 28日、梅田芸術劇場 / 4月1日 - 4日、シアタードラマシティ） - 葬儀屋 役
- MANKAI STAGE『A3!』〜WINTER 2021〜（5月20日 - 30日、TACHIKAWA STAGE GARDEN / 6月3日 - 4日、梅田芸術劇場 / 6月10日 - 13日、アイプラザ豊橋） - 雪白東 役
- 朗読劇「あの空を。」（9月11日・13日、俳優座劇場） - マツオ/テル 役
- 明治座『令和千本桜 義経と弁慶』／コロッケものまねオンステージ2021（10月9日 - 21日（Wキャスト登壇回15日まで）、明治座） - 源頼朝 役
- ミュージカル『フィスト・オブ・ノーススター〜北斗の拳〜』（12月8日 - 29日、日生劇場 / 2022年1月8日 - 9日、梅田芸術劇場 / 1月15日 - 16日、愛知県芸術劇場） - シン 役

2022年
- MANKAI STAGE『A3!』 - 雪白東 役
  - Troupe LIVE〜WINTER 2022〜（2月23日 - 26日、TACHIKAWA STAGE GARDEN）
  - ACT2! 〜SPRING 2022〜（4月22日 - 27日、東京国際フォーラム / 5月4日 - 8日、神戸国際会館こくさいホール / 5月13日 - 15日、レクザムホール / 5月20日 - 30日、日本青年館ホール）

- 舞台「東京リベンジャーズ」-血のハロウィン編-（3月18日 - 21日、COOL JAPAN PARK OSAKA WWホール / 3月25日 - 4月3日4月1日、サンシャイン劇場） - 場地圭介 役
- 「ノリウチ！〜カラオケMixalive TOKYO店〜」（6月20日、Mixalive TOKYO Club Mixa） - 上原 役
- うち劇『ラストアンコール』（7月2日、Mixalive TOKYO Theater Mixa） - 大牙 役
- うち劇『禁断の取り調べ〜マトリョーシカの微笑〜』（7月3日、Mixalive TOKYO Theater Mixa） - 山之内 役
- 舞台「佐々木と宮野」（7月23日 - 31日、シアター1010） - 平野大河 役
- ミュージカル『フィスト・オブ・ノーススター〜北斗の拳〜』（9月25日 - 30日、Bunkamuraオーチャードホール / 10月7日 - 10日、キャナルシティ劇場） - シン 役
- bpm 15周年記念公演「beats per minute CHAIN LIFT」（12月9日12月15日 - 18日、こくみん共済 coop ホール スペース・ゼロ） - ポーカー 役

2023年
- MANKAI STAGE『A3!』ACT2! 〜WINTER 2023〜（1月21日 - 2月26日、TACHIKAWA STAGE GARDEN 他） - 雪白東 役
- 『HUNTER×HUNTER』 THE STAGE（5月12日 - 28日、天王洲 銀河劇場） - イルミ 役
- ミュージカル「ヴィンチェンツォ」（8月11日 - 8月27日、AiiA 2.5 Theater Kobe 他） - チャン・ジュヌ 役
- 方南ぐみ企画公演「あたっくNO.1」（9月22日 - 10月1日、俳優座劇場） - 古瀬繁道 役
- Jewels Story 新選組 〜誠の道〜（10月21日、渋谷区文化総合センター大和田 さくらホール） - 土方歳三 役
- よじれたギャラリー（10月27日、テアトルBONBON） - ランナー 役
- 朗読劇「エダニク」（11月30日、座・高円寺2） - 伊舞 役

2024年
- 劇団ココロゴス 第3回公演（1月27日、雷5656会館 ときわホール） - 劇団員候補（ゲスト）
- 明治モダン歌劇『恋花幕明録〜前日譚〜』（2月8日 - 18日、IMM THEATER / 2月23日 - 25日、AiiA 2.5 Theater Kobe） - 土方歳三 役
- MANKAI STAGE『A3!』 - 雪白東 役
  - ACT2! 〜WINTER 2024〜（4月9日 - 14日、TOKYO DOME CITY HALL / 4月19日 - 21日、Niterra日本特殊陶業市民会館 フォレストホール / 4月26日 - 30日、東京国際フォーラムホールC、5月5日 - 12日、箕面市立文化芸能劇場 大ホール）
  - 〜Four Seasons LIVE 2024〜（10月31日 - 11月4日、東京ガーデンシアター）

- ASPイッツフォーリーズ公演 ミュージカル『鉄鼠の檻』（6月14日 - 24日、紀伊國屋サザンシアター TAKASHIMAYA / 6月28日 - 29日、サンケイホールブリーゼ） - 和田慈行 役
- ミュージカル朗読劇「コブクロ JUKE BOX reading musical ”FAMILY”」（7月27日、紀伊國屋サザンシアターTAKASHIMAYA）
- 神戸セーラーボーイズ 定期公演vol.2 舞台「銀牙 -流れ星 銀-」（8月2日 - 11日、AiiA 2.5 Theater Kobe） - リキ 役
- ミュージカル『黒執事』〜寄宿学校の秘密 2024〜（9月7日・8日、兵庫県立芸術文化センター KOBELCO 大ホール / 9月21日 - 29日、TOKYO DOME CITY HALL） - 葬儀屋 役
- 朗読活劇 信長を殺した男 2024（12月5日 - 8日、博品館劇場） - 織田信長 役 他
- コメディ朗読劇CONTELLING『とりあえずウーロン茶』（俳優編）（12月20日、よみうり大手町ホール）

2025年
- MANKAI STAGE『A3!』ACT3! 2025（3月22日 - 5月10日、KAAT神奈川芸術劇場 ホール） - 雪白東 役
- 舞台『ビットワールド THE STAGE』（7月4日 - 13日、サンシャイン劇場） - ダイゴ 役
- タクフェス 第13弾『くちづけ』（11月24日〈予定〉、新川文化ホール / 11月28日 - 12月7日〈予定〉、サンシャイン劇場 / 12月12日 - 14日〈予定〉、アマノ芸術創造センター名古屋 / 12月18日 - 21日〈予定〉、梅田芸術劇場 シアター・ドラマシティ / 12月27日〈予定〉、SAWARAPIA / 2026年1月8日〈予定〉、カナモトホール）

### 映画
- 大奥（2010年）
- 房江[51]
- KYOTO BLACK2 黒の純情[52]（2015年2月25日） - 山崎仁（ホスト） 役
- 運命のタネ（2016年2月、さぬき映画祭2016[53]）
- 恋するアンチヒーロー THE MOVIE（2019年8月31日） - 青木恭介/ガルブルー 役
- KYOTO BLACK3 白い悪魔[54]（2019年10月25日） - 山崎仁 役
- MISSION IN B.A.C.THE MOVIE〜幻想と現実の an interval〜（2020年10月30日） - 瀬名隆之 役
- MANKAI MOVIE『A3!』〜AUTUMN & WINTER〜（2022年） - 雪白東 役
- 「CONNECTION-コネクション」（2022年2月25日） - 半沢海斗 役

### テレビ

#### ドラマ
- 本の門番〜ぶくぶく食堂物語〜（2018年8月5日 - 24日、テレビ埼玉） - アルダール・サウル・フォン・バウム 役
- CODE1515（2020年5月31日、BSフジ） - 佐々木 役
- NHK-BS時代劇 赤ひげ3（2020年12月4日、NHK BS4K） - 清太郎 役
- 彼が僕に恋した理由 年末スペシャル（2020年12月28日、TOKYO MX） - 川崎太陽 役
- 里見八犬伝（2021年1月8日、BS日テレ） - 犬村大角 役
- 山村美紗サスペンス 小説家探偵 鍋島仙太（2021年3月7日 - 28日、BS日テレ） - 二ノ宮真人 役
- やっぱりおしい刑事（2021年3月7日、NHK BSプレミアム） - 受け子 役
- 寺西一浩ドラマ〜人生いろいろ〜（2021年7月9日、TOKYO MX） - 岸田隼人 役
- ナンバーワン戦隊ゴジュウジャー（2025年4月6日 - 、テレビ朝日） - 往歳巡 / ティラノレンジャー 役

#### バラエティ・情報番組
- ゴッドタンスペシャル「第1回 私の落とし方発表会」（2016年7月9日、テレビ東京）
- 痛快TV スカッとジャパン（2017年3月6日、フジテレビ） - 渡部光一 役
- CSテレ朝ナビチャンネル（2017年7月2日、CSテレ朝チャンネル）
- DHC キレイを磨く！エクストリームBeauty（2017年7月31日、虎ノ門 DHCテレビ） - 公開生放送
- ホリNS木曜祭（2018年2月3日、CSテレ朝チャンネル）
- 劇的！いい水ライフ 〜良い水で勝つ！ノジマステラ神奈川相模原編〜（2018年2月11日、BS12 トゥエルビ）
- 劇的！いい水ライフ 〜良い水で満足！一般家庭編〜（2018年2月18日、BS12 トゥエルビ）
- DHC キレイを磨く！エクストリームBeauty（2018年3月12日、虎ノ門 DHCテレビ） - 公開生放送
- ひるキュン!（2018年8月7日、9月11日、TOKYO MX）
- 上田堪大・碕 理人・北川尚弥 おでかけ! in 横浜（2018年9月3日、ホームドラマチャンネル）
- 眼福食堂（2019年6月18日、LaLa TV）
- 東京暇人（2019年11月1日・8日、日本テレビ）
- 発掘ゼミ!!（2020年1月25日、毎日放送）
- aスポーツって何？（2020年8月18日、サンテレビ / 11月10日、TOKYO MX）
- 生配信！2.5次元大演会〜新春の宴〜（2021年1月17日、WOWOWオンデマンド）
- tkmkキッチン #4（2021年2月3日、WOWOWオンデマンド / 2月8日・17日WOWOWプライム）
- ペアキュン！〜コンビ結成秘話を勝手にドラマ化〜（2021年9月15日） - カズマ 役
- 歌のサンセット（2022年12月2日、テレビ東京）
- キョコロヒー（2023年4月24日、テレビ朝日）
- GINZA CASSETTE SONG（2024年1月13日、1月20日、1月27日、BS-TBS）
- ビットワールド（2025年6月20日、6月27日、7月4日、NHK Eテレ）

### ラジオ
- USEN放送  MUSIC＆TALK WAGON 〜音バナ〜「舞台やろうっ！another side」（2017年1月 - 3月・2020年10月 - 11月、USEN） - パーソナリティ
- 舞台やろうっ！「黒羽麻璃央の音言」（2017年5月、USEN） - ゲスト出演
- Himalaya FM 「あなたの心の一曲を」（2018年5月7日・9日・11日・13日） - ゲスト出演
- MANKAI STAGE『A3!』ラジオ（2019年 - 2022年、ニッポン放送）
- ラジオiNEWS（2019年3月26日・8月13日・20日） - ゲスト出演
- ラジオNIKKEI音楽祭!（2020年9月22日） - ゲスト出演
- FMヨコハマ「住宅情報館presents CATCH OF SUMMER」（2022年7月19日） - ゲスト出演
- 「垣花正あなたとハッピー！」（2024年1月18日、ニッポン放送） - ゲスト出演

### CM
- サントリー「トリス」ハイボール『みんな家飲み編』
- ソフトバンク「My SoftBankで できること」『ドラキュラ編』
- ムラサキスポーツ（murasakiTV配信）「i-complete！」
- C4 Connect「放置少女〜百花繚乱の萌姫たち〜」『放置されてもあなたのために』篇（2021年）

### ミュージックビデオ
- MusicElement 「"Brand-New Life"」[55]

### Web

#### ドラマ
- 「Mission in B.A.C.THE MOVIE 外伝Episode0」バーチャルシアター朗読劇（2020年5月23日） - 瀬名隆之 役
- 「逃げた花嫁〜before the stage 〜」（2021年10月16日 - 2022年2月20日、ALLDAY） - ケイゴ 役
- 胸キュンショートドラマ「きゅんとする家電」（2021年5月13日、YouTube・ハイセンスジャパン） - 大介 役
- 「禁断の恋…【店長が好き】」（2024年8月9日、YouTube・毎日はにかむ僕たちは。）

#### その他配信
- AMESTAGE（2016年7月16日・8月15日・9月26日・11月3日・12月5日・2017年1月30日・2月28日・3月28日・4月24日・5月29日・6月27日）
- 「Live.Me-ライブミー」（2017年7月24日・11月14日・2018年1月16日・4月12日・6月28日）
- LINE LIVE
  - 「BOYS ACTORS CHANNEL」（2018年5月18日・24日・6月8日）
  - 「Mission in B.A.C〜100ミッションSP〜」（2018年7月23日・9月13日・10月26日・2019年1月15日・6月4日）
  - 「アトフェス宣伝部」（2019年4月12日、ニコニコ生放送同時配信）
  - 「Mission IN B.A.C. THE STAGE」（2019年7月3日・5日）
  - 上田堪大「LINE公式アカウント」開設記念LIVE！（2019年8月2日）
  - 「Mission in B.A.C〜ミッション達成SP〜」（2019年7月28日）
  - 上田堪大LINE LIVE公式「堪大のじかんだい！」（2019年8月 - 2023年3月）
  - 「Mission in B.A.C」（2020年3月6日）
  - 上田堪大メジャーデビュー＆誕生日記念配信（2020年10月23日、LIVEミュージックチャンネル）
  - 「フィスト・オブ・ノース・スター〜北斗の拳〜」歌唱披露イベントスペシャル生配信（2021年10月28日）
- 360Channel
  - 「プチ2.5次会 二杯目〜北川尚弥・櫻井圭登・上田堪大・古畑恵介〜」
  - 「プチ2.5次会 五杯目〜横田龍儀・上田堪大・立石俊樹・木津つばさ・大隅勇太〜」「君は僕のネコ」
- AGARUTV「こちら西麻布占い相談所」（2019年2月15日） - 日替わりMC
- みんなでKANPAI!千秋楽おつかれさま生配信（2019年3月24日）
- VOIPARA「耳なし芳一」（2020年10月7日、ニコニコ動画）
- 演劇横丁裏通り-たくのみ交遊録-2.5次元俳優おうちじかんトーク番組（2020年11月17日 - 2025年5月27日、ニコニコ生放送） - MC
- あつまれっ!炎のモルックリーグ!（2021年9月1日、U-NEXT）全2回[56]
- 「リモートトラベル」〜北海道 釧網本線沿線の旅〜（2021年9月18日）
- 上田堪大FAM公式「堪大のじかんだい！」（2023年4月 - 毎月）
- ミュージカル「鉄鼠の檻／檻トーク」（2024年5月26日）
- 上田堪大vs狩野恵輔 キャロム・ビリヤードDANDY対決!! （2024年8月10日、8月20日）
- ほろ酔い男子　第２回　上田堪大 『SODA 2025年9月号』（2025年7月23日）

ゲスト出演
- 演劇予報テレビ「舞台『ダイヤのA The LIVEⅢ』」（2016年8月）
- 月刊 あんさんぶるスタジオ！（2017年12月25日・2018年8月27日）
- SECRET BACK STAGE 23（2017年1月30日）
- キャストサイズチャンネル（2017年3月2日）
- ena チャンネル（2017年6月15日）
- 大崎捺希のまったりトークルーム（2017年7月23日）
- キャストサイズニュース（2018年4月18日・2019年2月20日・12月18日・2020年5月13日・2021年1月20日・7月21日・2022年1月19日・6月15日・9月14日・2023年3月15日・11月29日・2024年8月23日）
- 北村諒を実験せよ！（2018年12月4日）
- 北川尚弥のなおやの部屋（2019年1月21日）
- 輝山立のおうちでしゃべりゅー！（2020年6月20日）
- 小西成弥Birthday Event!!2020 前夜祭（2020年9月5日）
- MIRROR-E-STAGE（2020年9月24日）
- 田口涼と前川優希のニコ生「たまニコ！」（2021年5月30日・2023年3月7日）
- たぐコミュ人狼（2021年8月25日・10月22日）
- しゅうへいちゃんといっしょ！第５夜（2021年8月29日）
- 鯨井康介 34歳生誕祭。第一弾：オンライン編（2021年9月4日）
- HAJIME's ONLINE PARTY HAJIME KIKUCHI 38thBIRTHDAY（2021年10月11日）
- プラハピ生配信 Vol.4（2024年3月6日）
- 北川尚弥の旅飯（2024年3月13日）
- 月刊染谷マガジン#32（2024年5月16日）
- 赤澤燈・陳内将の笑ってじんとも！！#43（2024年5月24日）
- ぼる塾の夜ふかしトーク（2024年9月26日）
- 新正俊と野口準のニコ生ゲームLv.3（2025年7月26日）

### 声優
- ボイスドラマ「恋するおやすみコール」（2017年6月16日） - 野宮真琴 役
- ゲーム「暁のブレイカーズ」（2018年7月15日） - 久間雄哉 役
- アプリ「忍ノSAGA」（2018年8月2日） - 唐沢縁 役
- テレビアニメ「ダイヤのA actII」（2019年12月10日・12月24日） - 観客、一ノ瀬来夢 役
- シチュエーションCD 処方箋男子 Vol.3（2020年8月21日） - 花菱恵 役
- シチュエーションドラマ アヤカシモノガタリ-とある温泉宿の恋噺- Vol.2 （2022年10月1日） - 霞 役

### DVD
- 1stDVD「FAN DAY」（2018年12月7日）

### イベント
- 上田堪大イベント「堪大、感謝するんだい！」（2017年1月23日、LOFT9 Shibuya）
- 上田堪大ファンツアー「堪大と熱海行くんだい！」（2017年6月17日 - 18日、熱海）
- 上田家・谷家 両家集合（2017年8月11日、ひらつかホール）
- ホリNS木曜祭2017（2017年12月14日、山野ホール）
- ホリNSまた木曜祭2018〜春のうた合戦〜（2017年3月18日、東京・Zepp DiverCityTOKYO）
- 上田堪大ファンツアー第2弾「堪大といちご狩りするんだい！〜ふぁんだいツアー〜」（2018年3月31日 - 4月1日、山梨）
- 上田堪大・碕 理人・北川尚弥 おでかけ! in 横浜（2018年8月4日、東京証券会館ホール）
- 上田堪大 30th Birthday Event〜堪大、祝って欲しいんだい！〜（2018年11月11日、東京カルチャーカルチャーcocoti SHIBUYA 4階）
- 1st DVD発売記念イベント（2018年12月8日、ホリプロ1Fスペース）
- 1st 写真集発売記念イベント（2019年2月16日、HMV&BOOKS SHINSAIBASHI・星野書店近鉄パッセ店 / 2月17日、書泉グランデ）
- CDリリース記念イベント「堪大、CD出すんだい！」（2019年7月28日、晴れたら空に豆まいて / 8月12日、BLUE MOOD / 8月15日、スクエア荏原ひらつかホール）
- カレンダーイベント（2019年12月14日、ホリプロイベントスペース1F / 12月15日、TSUTAYA EBISUBASHI）
- オンライン新曲ミニライブ＆特典会（2020年10月21日、YouTube）
- ホリNS水曜祭2020 〜歓声は拍手で!! Silent Night X’mas SP〜（2020年12月16日、ヒューリックホール東京）
- MIRROR-E-STAGE（2020年12月19日、スモールワールズ）
- ACTORS☆LEAGUE 2021（2021年7月20日、東京ドーム）
- 「aスポーツって何？ シーズン2」番組イベント（2021年8月8日、浅草橋ヒューリックホール）
- 「堪大、祝って欲しいんだい！〜33th Birthday Event〜」（2021年10月17日、TSBSホール）
- 「ホリNS水曜祭2021〜あわてんぼうのHori-Night〜」（2021年12月1日、シアターGロッソ）
- 上田堪大2022‐23年カレンダー記念イベント・オンラインお話し会（2022年1月22日、ホリプロ1Fスペース）
- ACTORS☆LEAGUE in Baseball 2022（2022年8月22日、東京ドーム）
- 「堪大、祝って欲しいんだい！〜Birthday Event 2022〜」（2022年10月22日、10月23日、HADO ARENA お台場店、HEP HALL）
- 上田堪大フォトブック発売記念イベント（2022年12月24日、12月25日、ホリプロ1Fスペース、ブリーゼプラザ8F）
- 上田堪大2023‐24年カレンダー記念イベント（2023年3月11日、3月12日、京都リサーチパーク、ホリプロ1Fスペース）
- 上田堪大メタバースイベント「堪大、アバターになるんだい!」（2023年6月11日）
- 2.5次元男子。LIVE2023 〜僕たちのHot Summer〜（2023年6月14日、LINE CUBE SHIBUYA）[57]
- 堪大、歌うんだい！〜FC4周年記念ライブ〜（2023年6月25日、7月2日、グレースバリ池袋、放送芸術学院専門学校 ドリームホール）
- ACTORS☆LEAGUE in Baseball 2023（2023年7月3日、東京ドーム）[58]
- 上田堪大FANTOUR2023「やっと行けるんだい！〜ふぁんだいバスツアー〜」（2023年9月2日 - 9月3日、栃木）
- 「堪大、祝って欲しいんだい！〜35th Birthday Event〜」（2023年10月29日、11月4日、HADO ARENA お台場店、HEP HALL）
- あくたーず☆りーぐ アートフェスタ in よみうりランド（2023年11月18日、11月19日、よみうりランド ／ HANA・BIYORI）
- NEW YEAR BRIDGE LIVE featuring MNOP Fes（2023年12月31日、有楽町アイマショウ）
- Kandai Ueda-2024-2025CALENDAR発売＆お渡し会イベント（2024年3月2日、3月9日、BREEZE PLAZA、ホリプロイベントスペース）
- 「銀座カセットソングLIVE Vol.1」（2024年3月19日、BASE GRANBELL）
- 堪大、歌うんだい！〜FC5周年記念ライブ〜（2024年7月14日、7月21日、グレースバリ池袋、HEP HALL）
- 「堪大、祝って欲しいんだい！〜36th Birthday Event〜」（2024年11月9日、11月17日、HADO ARENA お台場店、クラブ月世界）
- Kandai Ueda-2025-2026CALENDAR発売＆お渡し会イベント（2025年2月1日、2月11日、Leaf京都駅前、ホリプロイベントスペース）
- 堪大、歌うんだい！〜FC6周年記念ライブ〜（2025年6月1日、6月8日、HEP HALL、晴れたら空に豆まいて）
- ACTORS☆LEAGUE in Baseball 2025（2025年6月30日、明治神宮野球場）

ゲスト出演
- YSG・飛咲党 presents 新春カラオケ大会JustFight（2016年1月21日、池袋シアターYES）
- ハロウィンカラオケ大会（2016年10月26日、渋谷LOUNGE NEO）
- 輝山立 バースデーイベント〜24歳になりゅー！〜（2016年9月11日、小劇場シアターノルン）
- 上田悠介さんイベント「！クリスマスストライク！（2016年12月24日、＠六本木ツインテールセミナールーム）
- 今月の宮下雄也vol.23（2017年2月24日、ロフトプラスワン）
- 上田悠介さんお誕生日イベント「かなり遅めのおたんじょうびかい」（2017年6月11日、＠六本木ツインテールセミナールーム）
- 今月の宮下雄也vol.31（2017年10月6日、ロフトプラスワン）
- 小西成弥 23rd birthday event（2017年10月7日、音部屋スクエア）
- 今月の宮下雄也vol.37（2018年4月20日、ロフトプラスワン）
- 小西成弥2019カレンダー発売記念イベント（2018年9月9日、関交協ハーモニックホール）
- MANKAI STAGE『A3!』ラジオ　リスナーミーティング Vol.1（2019年4月7日、品川プリンスホテル クラブeX）
- 北川尚弥Birthdayイベント〜since1996-2019〜（2019年4月13日、スクエア荏原イベントホール）
- bpm夏祭りSP（2019年8月3日、浅草公会堂）
- TOKYO芸能学院 2.5次元俳優科（2019年8月28日、ヨシモト∞ホール）
- 役者100人展（2019年12月24日 - 29日、渋谷 ギャラリールデコ）※写真展示
- 新年の宮下雄也〜千秋楽〜（2021年1月7日、ロフトプラスワン）
- 小西成弥 ファンミーティングNo.3（2021年7月10日、世界館）
- 柏木佑介〜20th Anniversary〜（2021年7月25日、YMCAアジア青少年センター地下スペースYホール）
- 『RYO KITAZONO 30th Anniversary Event』（2022年2月5日、浜離宮朝日ホール）
- 古谷大和 2023カレンダー発売記念イベント（2022年11月20日、YMCAアジア青少年センター地下スペースYホール）
- 劇場版！たぐコミュ人狼vol.5（2023年3月5日、R'sアートコート）
- bpm「beats per minute CHAIN LIFT」DVD発売記念イベント（2023年11月26日、科学技術館サイエンスホール）
- 谷佳樹10th Anniversaryevent ー 時は今 ー（2023年12月23日、ザ・ガーデンルーム）
- 小松準弥 Birthday Event こまつり2023〜10年の軌跡と新たな風に乗って〜（2023年12月23日、座・高円寺2）
- 劇場版！たぐコミュ人狼vol.12（2024年5月18日、雷5656会館　ときわホール）
- 劇場版！たぐコミュ人狼vol.14（2024年9月16日、御茶ノ水・全電通ホール）
- YUKI KAMISATO Birthday & Debut 10th Anniversary event KAMING（2024年12月22日、めぐろパーシモンホール 小ホール）
- 神戸セーラーボーイズ 定期公演vol.3『なんて素敵にピカレスク』『天使を憐れむ歌。』アフタートーク（2024年12月27日、AiiA 2.5 Theater Kobe）
- 中村太郎 10周年 AnniversaryEvent ＆ Fan Meeting（2025年5月24日、雷5656会館）
- たぐコミュ人狼vol.18（2025年7月19日、御茶ノ水・全電通ホール）
- 横田龍儀 バースデーイベント2025（2025年9月6日<予定>、浜離宮朝日ホール 小ホール）

その他
- 音楽劇「金色のコルダ」DVD発売記念イベント（2015年3月19日）
- 「金色のコルダBlue♪Sky」全国学生音楽コンクール（2015年10月25日）
- 金色のコルダ ステラ・コンサート2016（2016年5月22日）
- 音楽劇「金色のコルダBlue♪Sky Prelude of 至誠館」公演直前！スペシャルイベント（2016年9月18日）
- 「あんさんぶるスターズ オンステージ」DVD発売記念イベント（2016年11月25日）
- 音楽劇「金色のコルダ Blue♪Sky」プレミアムパーティーFeat.神南（2017年2月5日、クルーズ・クルーズYOKOHAMA）
- ミュージカル「さよならソルシエ」再演 イベント&握手会（2017年3月4日）
- Anime Japan 2017（2017年3月25日）
- 音楽劇「金色のコルダBlue♪Sky Prelude of 至誠館」DVD発売記念イベント（2017年7月15日）映像出演
- 「あんさんぶるスターズ オンステージTYM」BD&DVD発売記念イベント（2017年8月4日）
- 音楽劇「金色のコルダSecond Stage」DVD発売記念イベント（2017年8月12日）
- 「あんさんぶるスターズ オンステージJOK」BD&DVD発売記念イベント（2018年2月24日）
- 「あんさんぶるスターズ オンステージTSF」BD&DVD発売記念イベント（2018年7月27日）
- 「あんステフェスティバル」応援上映会（2018年10月5日）
- キャストサイズトークライブ（2019年7月14日、渋谷eggman）
- 恋するアンチヒーロー 完成披露イベント（2019年7月21日、東京証券会館ホール）
- 恋するアンチヒーロー 舞台挨拶（2019年9月12日、シネマート新宿）
- 里見八犬伝 握手会（2019年11月17日、ローチケ HIBIYA TICKET BOX）
- MISSION IN B.A.C.THE MOVIE〜幻想と現実の an interval〜（2020年3月8日、星陵会館）
- シチュエーションCD 処方箋男子オンラインイベント（2020年8月29日）
- MANKAI STAGE『A3!』Film Collection2021（2021年6月9日、22日、24日、TACHIKAWA STAGE GARDEN）
- コネクション プレミアムイベント（2022年1月23日・2月13日、なかのZERO）
- コネクション 上映後舞台挨拶（2022年2月27日、池袋シネマ・ロサ）
- MANKAI MOVIE『A3!』公開記念舞台挨拶（2022年3月5日、TOHOシネマズ日比谷・TOHOシネマズ六本木）
- MANKAI MOVIE『A3!』スペシャルトークショー（2022年3月21日、TOHOシネマズ梅田 / 3月22日、新宿バルト9）
- コネクション 上映後舞台挨拶（2022年4月29日、横浜シネマ・ジャック＆ベティ）
- 東京リベンジャーズ-血のハロウィン編-振り返り上映イベント（2022年6月3日 - 5日、Theater Mixa）
- HADO ActorsCUP vol.1（2022年6月4日、HADO ARENAお台場）
- HADO ActorsCUP vol.2（2022年10月15日、The Garden Hall）
- HADO ActorsCUP vol.4（2023年3月3日、HADO ARENAお台場）
- HADO ActorsCUP vol.5（2023年6月29日、HADO ARENAお台場）
- HADO ACTORS CUP 特別編 （2023年8月8日、HADO ARENAお台場）
- HADO ACTORS CUP 特別編 WINTER FESTIVAL（2024年2月20日、HADO ARENAお台場）
- HADO ACTORS CUP Vol.10 Grand Champion Match（2024年4月24日、なかのZERO）
- 舞台「東京リベンジャーズー不離還ノ會ー」トークショー（2024年11月29日、IMM THEATER）
- シアターゲームリーグ第6回（2025年2月8日、雷5656会館ときわホール）
- MANKAI STAGE『A3!』Bloom Fan Meeting 2025（2025年9月28日〈予定〉、品川プリンスホテル ステラボール）

## ディスコグラフィ

### シングル
|                    | 発売日         | タイトル                                                     | 規格                              |
| ------------------ | -------------- | ------------------------------------------------------------ | --------------------------------- |
| 1st シングル       | 2019年7月27日  | イロドリ 記憶の中で                                          | CD                                |
| メジャーデビューsg | 2020年10月21日 | ブルーキャットエレジー ストーリー〜あなたへ歌う5分間の物語〜 | CD（通常盤） CD+DVD（初回限定盤） |
| 2nd シングル       | 2022年8月3日   | Ripple Sea the Light                                         | CD（通常盤） CD+DVD（初回限定盤） |

### キャラクターソング
|                                | 発売日         | タイトル                             | 規格       |
| ------------------------------ | -------------- | ------------------------------------ | ---------- |
| 舞台「忍ノSAGA」主題歌         | 2018年9月30日  | 忍ノSAGA〜風魔編〜                   | CD         |
| 舞台 MANKAI STAGE『A3!』雪白東 | 2019年4月24日  | AUTUMN & WINTER 2019MUSIC Collection | CD         |
| 舞台 MANKAI STAGE『A3!』雪白東 | 2020年9月23日  | WINTER 2020 MUSIC Collection         | CD         |
| 舞台 MANKAI STAGE『A3!』雪白東 | 2021年12月15日 | 雪の中で咲いた花                     | CD         |
| ACTORS☆LEAGUE 2021             | 2021年12月15日 | ACTORS☆LEAGUE 2021                   | CD Blu-ray |

ブルーキャットエレジーはMUSIC B.B.にてパワープレイとしてMVがオンエア（2020年9月28日 ‐ 10月4日）

11月2日‐8日放送時にBIG BUZZアーティストとして本人が出演。

発売日には「オンライン新曲ミニライブ」がYouTubeにて開催。機材トラブルにてアーカイブ配信、インスタライブでの配信に変更

発売日オリコンデイリー19位→7位、週間ランキング23位、山野楽器シングル週間チャート5位を獲得。

## 書籍

### 写真集
- 上田堪大 1st写真集「堪大」（2019年2月14日）
- デジタル写真集「KANDAI」（2019年2月14日）
- 上田堪大 フォトブック「With U」（2022年12月24日）

### 掲載
- ゼクシィ関西（リクルートホールディングス） - メンズモデル
- モノ・マガジン（ワールドフォトプレス） - メンズモデル
- アニメディア（Gakken） - インタビュー記事
- B's-LOG[60]（エンターブレイン）
- Webマガジン 「ドーモプラス！」 - インタビュー記事
- STAGE　SQUARE（ステージスクエア） - 蘭 稽古場レポート
- えんぶ（えんぶ） - 蘭 インタビュー記事
- DUET（2018年8月号、2019年2月号、ホーム社） - インタビュー記事
- Confetti（2017年11月号、2018年8月号） - インタビュー記事
- オトメディア（Gakken） - A3! インタビュー記事
- glamb Grunge for Luxury（2019年4月号） - インタビュー記事
- 週刊文春（2019年2月21日号） -　写真集レポート記事
- Cookie（2019年7月26日号） -　キミネコレポート漫画
- THEATER GIRL 「シアダン」（2019年10月10日、16日、2020年10月19日） - インタビュー記事
- spoon.2Di Actors（2020年3月13日） - エーステ インタビュー記事
- ステージグランプリ（2020年3月26日） - 表紙・エーステ インタビュー記事
- アニメージュ（2020年4月10日） - エーステ インタビュー記事
- アニメディア（2020年4月10日） - エーステ インタビュー記事
- PASH!（2020年4月10日） - エーステ インタビュー記事
- CUT（2020年5月19日） - エーステ インタビュー記事
- キャストサイズ夏の特大号2020（2020年9月10日）
- NHKウィークリーステラ（2020年11月25日） - インタビュー記事
- アニメディア（2021年3月10日Gakken） - 黒執事 インタビュー記事
- キャストサイズ夏の特大号2021〜10th anniversary Special〜（2021年7月28日）
- B's-LOG[60]（エンターブレイン）（2021年6月18日） - エーステ インタビュー記事
- オトメディアSPRING2022（Gakken） - 舞台「東京リベンジャース」血のハロウィン編インタビュー記事
- off stage（2022年11月30日） - エーステ インタビュー記事
- SODA （2025年9月号、ぴあ株式会社）- ほろ酔い男子 第2回